# Chronologie de Iaroslavl
Présentation chronologique, par date, d'évènements historiques de la ville de Iaroslavl en Russie européenne, dans l'oblast de Iaroslavl.

## Préhistoire et antiquité
Principaux évènements régionaux: 
- Il y a 20 à 15 000 ans : Début de peuplement de la région
- IIe millénaire av. J.-C. : Culture de Fatianovo
- Fin du Ier millénaire av. J.-C. au Ier millénaire : Culture de Diakovo
- IIIe – IVe siècles : Village de Berzniaki
- VIe – VIIIe siècles : Village de Popodinskoïe
- VIe siècle : Première mentions des Mériens dans les chroniques

## Période médiévale

### Avant la fondation
Principaux évènements régionaux: 
- IXe siècle : Première mention de Rostov dans les chroniques
- 862 : Début de la colonisation slave du territoire d'après les chroniques
- 988 à 1010 : Règne du prince Iaroslavl à Rostov
- Années 990 : Début de lapropagation du christianisme à territoire de la région

### De la fondation à l'annexion par la Moscovie
Principaux évènements régionaux et locaux,: 
- 1010 : Fondation de Iaroslavl
- 1024 : Soulèvement des Volkhves en terre de Souzdal
- 1071 : Soulèvement en terre de Rostov
- 1071 : Première mention écrite de Iaroslavl
- 1218 :  Formation de la principauté de Iaroslavl qui est un apanage
- 1237-1238 : Invasion mongole de la Rus' de Kiev
- 4 mars 1238 : Bataille de Iaroslavl entre les Mongols et les Russes, les Mongols en sortent vainqueurs.
- 1257 : Soulèvement à Iaroslavl contre les Mongols
- 1262 : Soulèvement à Iaroslavl contre les Mongols
- 1262 : Soulèvements dans les villes du Nord-Est Rus' contre les Mongols-Tatars
- 1260-1299 : Règne à Iaroslavl de Fiodor le Noir
- 8 septembre 1380 : Participation des habitants de Iaroslavl à la bataille de Koulikovo

## Régimes monarchiques russes

### Moscovie et tsarat de Russie
Principaux évènements régionaux et locaux,: 
- 1463-1471 : Entrée de la principauté de Iaroslavl dans la Grande-principauté de Moscou
- 15 mai 1591 : Mort du tsarévitch Dmitri et soulèvement d'Ouglitch
- 1606-1607 : Exil de Marina Mniszek à laroslavl

- Avril-juillet 1612 : Séjour de la deuxième milice populaire à Iaroslavl et tenue du Conseil de toute la terre.
- 1620-1621 : Construction de l'église Saint-Nicolas Nadeïn
- 1647-1650 : Construction de l'église du Prophète-Élie de Iaroslavl
- 1671-1687 : Construction de l'église Saint-Jean-Baptiste de Iaroslavl
- 1688-1692 : Construction de la flottille amusante de Pierre le Grand sur le lac Plechtcheïevo

### Empire russe
Principaux évènements régionaux et locaux,,:
- 1719 : Création de la province de Iaroslavl au sein du gouvernement de Saint-Pétersbourg
- 1722 : Décret de Pierre ler sur la préservation des navires de la flottille amusante sur le lac Plechtcheïevo, qui est le premier acte législatif de l'histoire de la Russie sur la protection des monuments historiques.
- 1722 : Création de la grande manufacture de textile de Iaroslavl par Ivan Maksimovich Zatrapezny
- 1740 : Exil à laroslavi du duc Ernst Johann von Biron
- 1744 : Construction de l'église Pierre et Paul de Iaroslavl
- 1747 : Ouverture du Séminaire slave-latin au monastère de la Transfiguration du Sauveur
- 1763 et 1767 : Visite des villes de la région de Iaroslavl par Catherine II
- 1766 : Établissement d'une carte de la province de Iaroslavl
- 1769 : Première description tographique de la province de Iaroslavl
- 1777 : Formation du gouvernorat de Iaroslavl
- 1786-1788 : Publication à Iaroslavldu premier russe magazine provincial Ouïedinenny Poshekhonets
- 1796 :Transformation du gouvernorat de Iaroslavl en gouvernement de Iaroslavl
- 1797 : Compilation de « l'Atlas du gouvernement de Iaroslavl»
- 1798 : Visite du gouvernement de Iaroslavl par Paul Ier
- 1805 : Ouverture d'une école supérieure de sciences et du premier gymnasium à Iaroslavl
- Juillet 1812 : Création de la milice de Iaroslavl
- 1831 : Début de la publication de la « Gazette provinciale de Iaroslavl>>>
- 1833 : Transformation du Collège des Sciences Supérieures en Lycée Demidov
- Mars 1871: Début des travaux de la douma de la ville de Iaroslavl
- 20 avril 1895 (2 mai dans le calendrier grégorien) au 7 mai 1895 (19 mai dans le calendrier grégorien) : Grève des ouvriers de la Grande manufacture de textile de Iaroslavl
- 1901 - 1905 :  Activités du « Syndicat des travailleurs du Nord » et du Comité du Nord du RSDLP
- Printemps 1905 : Création de la première organisation du parti socialiste-révolutionnaire à Iaroslavl
- Automne 1905 : Création de sections de parti à Iaroslavl des Cadets, octobristes et de l'Union du peuple russe
- 9 décembre 1905 (22 décembre dans le calendrier grégorien) : Vendredi sanglant à Iaroslavl
- Avril 1908 : Création de la commission provinciale de gestion des terres de Iaroslavl
- 1er mars 1917 (14 mars dans le calendrier grégorien): Création d'un comité provincial de sécurité publique à Iaroslavl
- 4 mars 1917 (17 mars dans le calendrier grégorien): Première assemblée générale de Iaroslavl du Conseil des députés et des ouvriers
- Juillet-août 1917 : Élections aux conseils municipaux de Iaroslavl et chefs-lieux de comté

## Période soviétique
Principaux évènements régionaux et locaux,:
- 27 octobre 1917 (9 novembre dans le calendrier grégorien) : Décision du Conseil de Iaroslavl de prendre le pouvoir entre ses propres mains, permettant aux Bolcheviks d'accéder au pouvoir.
- Novembre 1918 : Élections à l'Assemblée constituante du gouvernement de laroslavi
- Janvier-mars 1918 : Début de la nationalisation de l'industrie dans le gouvernement de Iaroslavl
- 31 mars 1918 : Création du district militaire de Iaroslavl
- Juin 1918 : Création du Conseil provincial de l'économie nationale de laroslavl (GSNH)
- 6 au 21 juillet 1918 : Insurrection de Iaroslavl
- 7 août 1918 : Décret sur la transformation du lycée Demidov en Université d'État de laroslavl
- Août 1918 : Création des ateliers de restauration de Iaroslavl
- Second semestre 1918 : Organisation et activités des détachements alimentaires et des comités de pauvres dans le gouvernement de Iaroslavl

## Russie moderne
- 7 septembre 2011 : Crash du Lokomotiv Iaroslavl

## Pour approfondir